# Memorial a las víctimas de las deportaciones del régimen comunista
El Tren del dolor - Memorial a las víctimas de las deportaciones del régimen comunista (en rumano: Trenul durerii – Monumentul în memoria victimelor deportărilor regimului comunist) es un monumento en Chișinău, Moldavia.

## Historia
En 1990 se inauguró una lápida temporal en la plaza de la Estación Central que conmemoraba las deportaciones masivas de 1940-1951 en la Moldavia soviética. En 2013 se terminó el monumento permanente, cuyos elementos escultóricos se ensamblaron en Bielorrusia.

## Memorial temporal

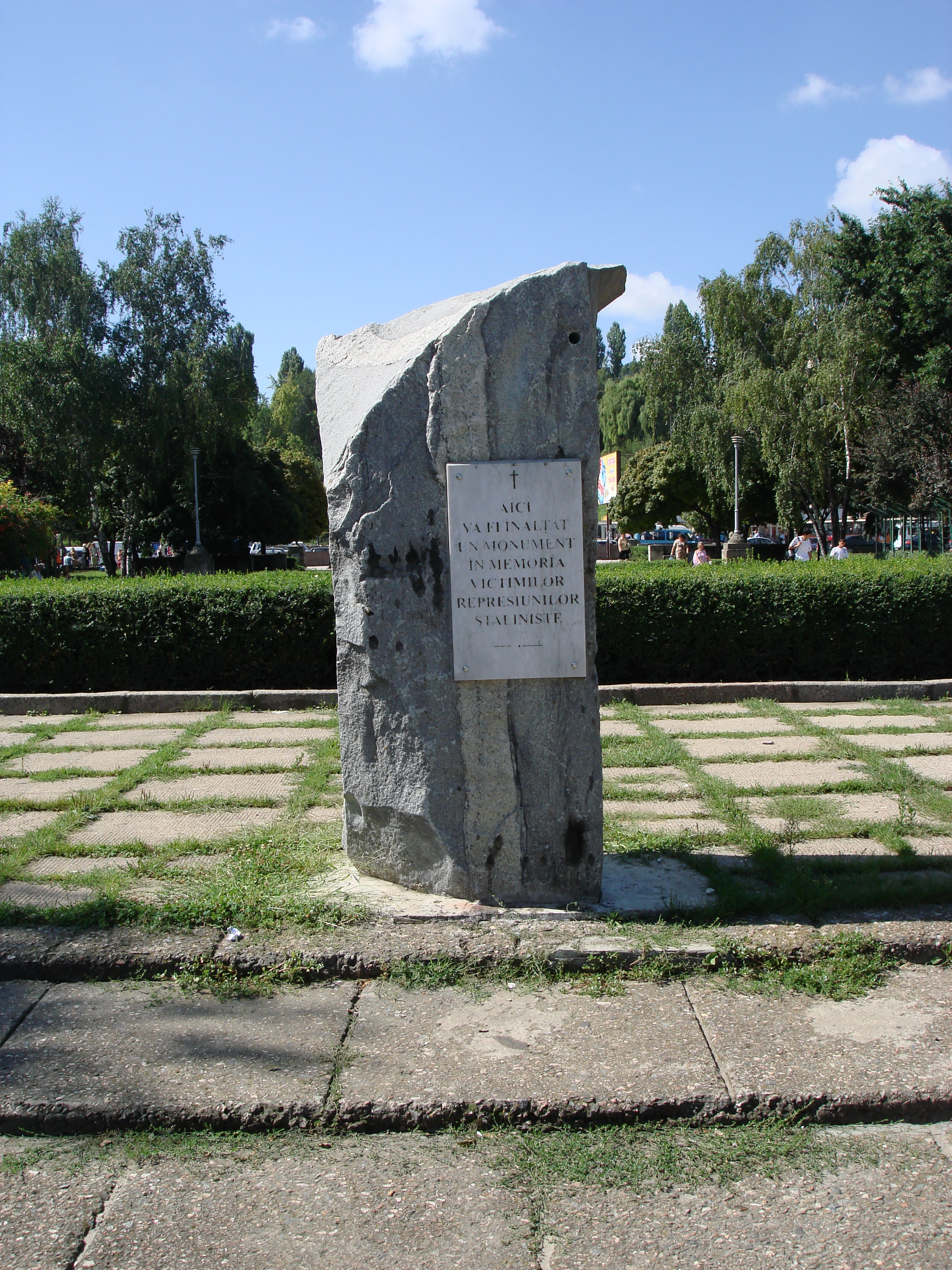
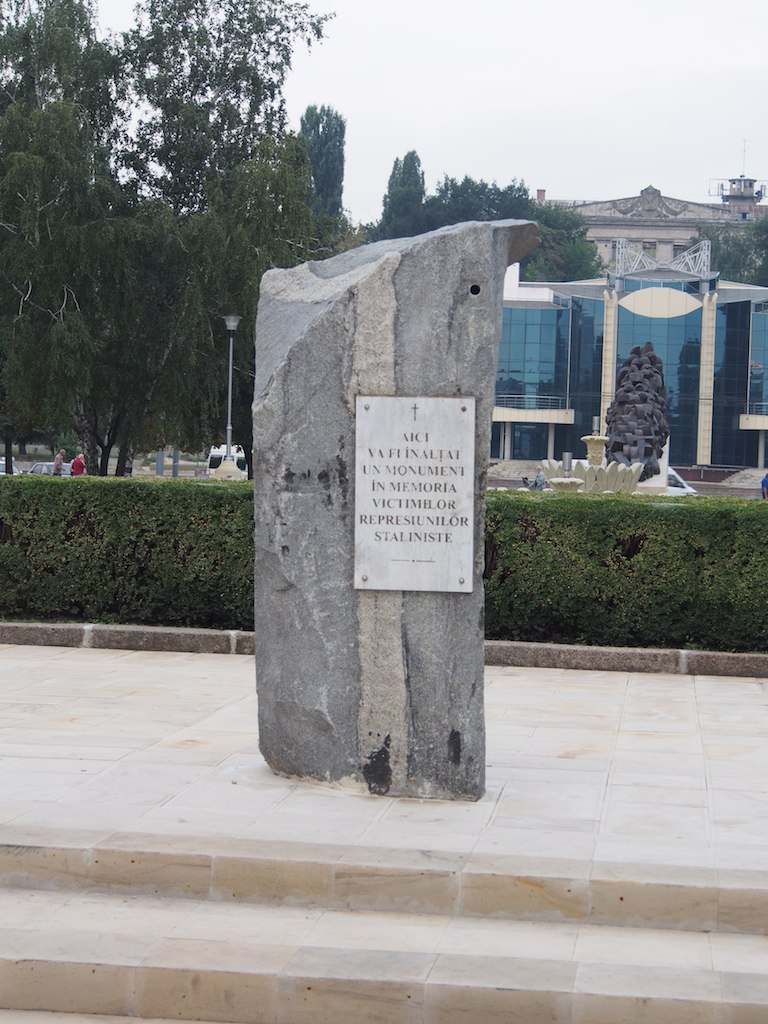